# Rapain Klanac
Rapain Klanac falu Horvátországban, Lika-Zengg megyében. Közigazgatásilag Brinjéhez tartozik.

## Fekvése
Zenggtől 24 km-re keletre, községközpontjától 6 km-re délnyugatra, a Lika északi részén, Velebit és a Kapela hegység között az A1-es autópálya mellett fekszik. Fontos közlekedési csomópont. Itt éri el a Zengg felől érkező 23-as út az A1-es autópályát. Településrészei Rapain Dol, Dobrica és Žuta Lokva.

## Története
A szerb többségű település lakói még a 17. században Zrínyi Péter horvát bán által a környező falvakba telepített pravoszláv vallású vlahok leszármazottai. 1890-ben 339, 1910-ben 440 lakosa volt. A trianoni békeszerződésig terjedő időszakban előbb Lika-Korbava vármegye Zenggi járásához, majd 1892-től a Brinjei járáshoz tartozott. Ezt követően előbb a Szerb–Horvát–Szlovén Királyság, majd Jugoszlávia része lett. Iskoláját 1928-ban alapították, amikor egyetlen tanteremben 87 diák tanult. Közülük mindössze 13 volt horvát, a többiek szerbek voltak. Rapain Klanac gyermekein kívül Žuta Lokva, Goljak, Grabar, Dobrica és Rapin Dol gyermeki is ide jártak. Jugoszlávia felbomlása után 1991-ben a független Horvátország része lett. 2011-ben a településnek 20 lakosa volt, akik főként mezőgazdasággal, állattartással foglalkoznak.

## Lakosság
| Lakosság változása | Lakosság változása | Lakosság változása | Lakosság változása | Lakosság változása | Lakosság változása | Lakosság változása | Lakosság változása | Lakosság változása | Lakosság változása | Lakosság változása | Lakosság változása | Lakosság változása | Lakosság változása | Lakosság változása | Lakosság változása |
| ------------------ | ------------------ | ------------------ | ------------------ | ------------------ | ------------------ | ------------------ | ------------------ | ------------------ | ------------------ | ------------------ | ------------------ | ------------------ | ------------------ | ------------------ | ------------------ |
| 1857               | 1869               | 1880               | 1890               | 1900               | 1910               | 1921               | 1931               | 1948               | 1953               | 1961               | 1971               | 1981               | 1991               | 2001               | 2011               |
| 0                  | 0                  | 0                  | 339                | 396                | 440                | 390                | 403                | 281                | 248                | 174                | 137                | 112                | 72                 | 10                 | 20                 |